# Фроловка (Амурская область)
Фроло́вка — село в Серышевском районе Амурской области России. Входит в состав Полянского сельсовета.

## География
Село Фроловка стоит в верховьях реки Серкина Речка (левый приток реки Томь).
Село Фроловка расположено к юго-востоку от посёлка Серышево, в 14 км к востоку от автотрассы Чита — Хабаровск. Расстояние до районного центра (через сёла Поляна и Борисполь) — 34 км.

## История
До 2021 года село являлось административным центром упразднённого Фроловского сельсовета.

## Население
| 2002 | 2010 | 2012 | 2013 | 2014 | 2015 | 2016 |
| ---- | ---- | ---- | ---- | ---- | ---- | ---- |
| 343  | ↘230 | ↘217 | ↘194 | ↘167 | ↘160 | ↗162 |
| 2017 | 2018 |      |      |      |      |      |
| ↘149 | ↗151 |      |      |      |      |      |

## Улицы
| - ул. Воронежская, - ул. Новая, - ул. Октябрьская, | - ул. Пионерская, - ул. Центральная, - ул. Школьная. |

## Экономика
Сельскохозяйственные предприятия Серышевского района.